# St. Bartholomäus (Erdeborn)

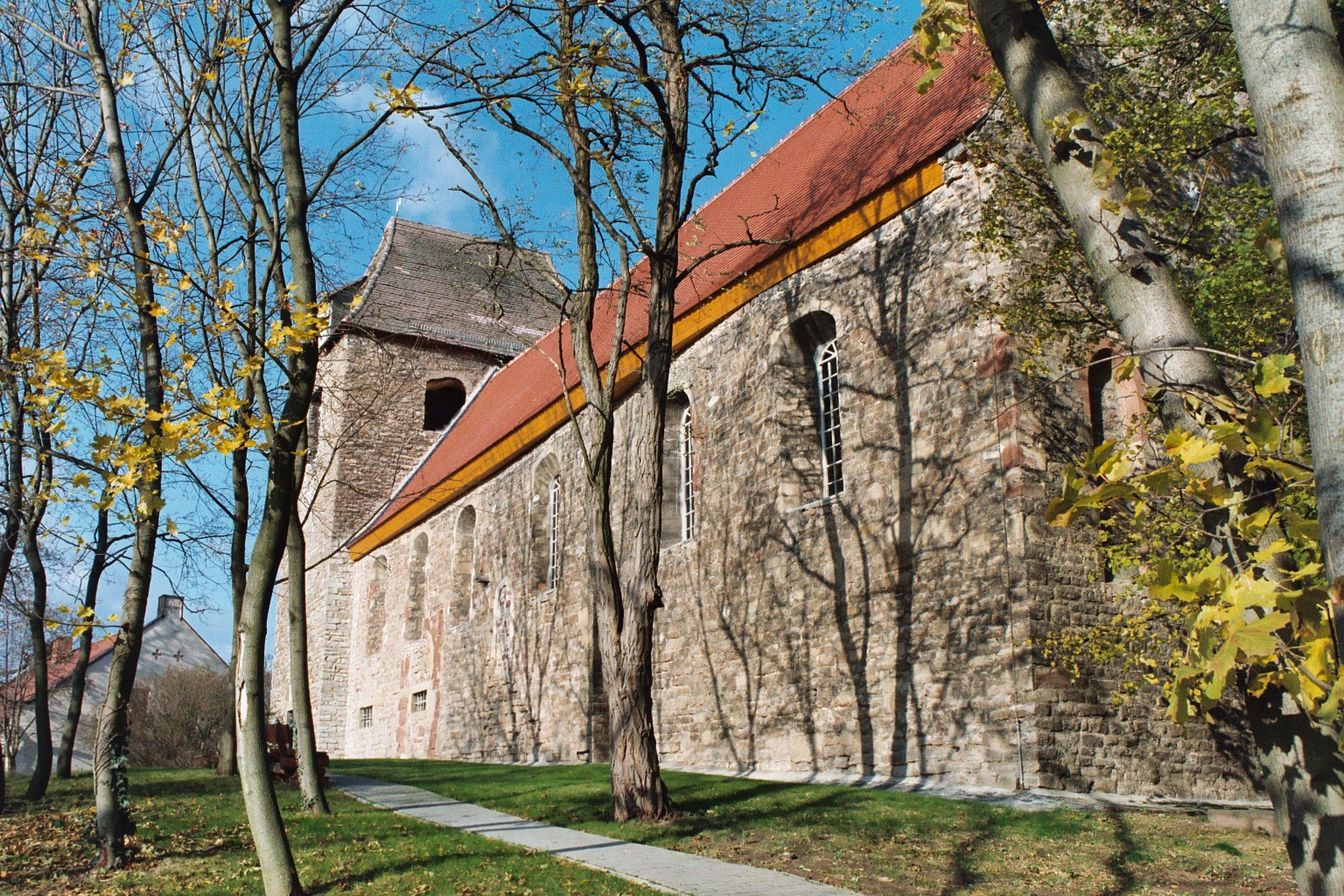
St. Bartholomäus (Erdeborn)

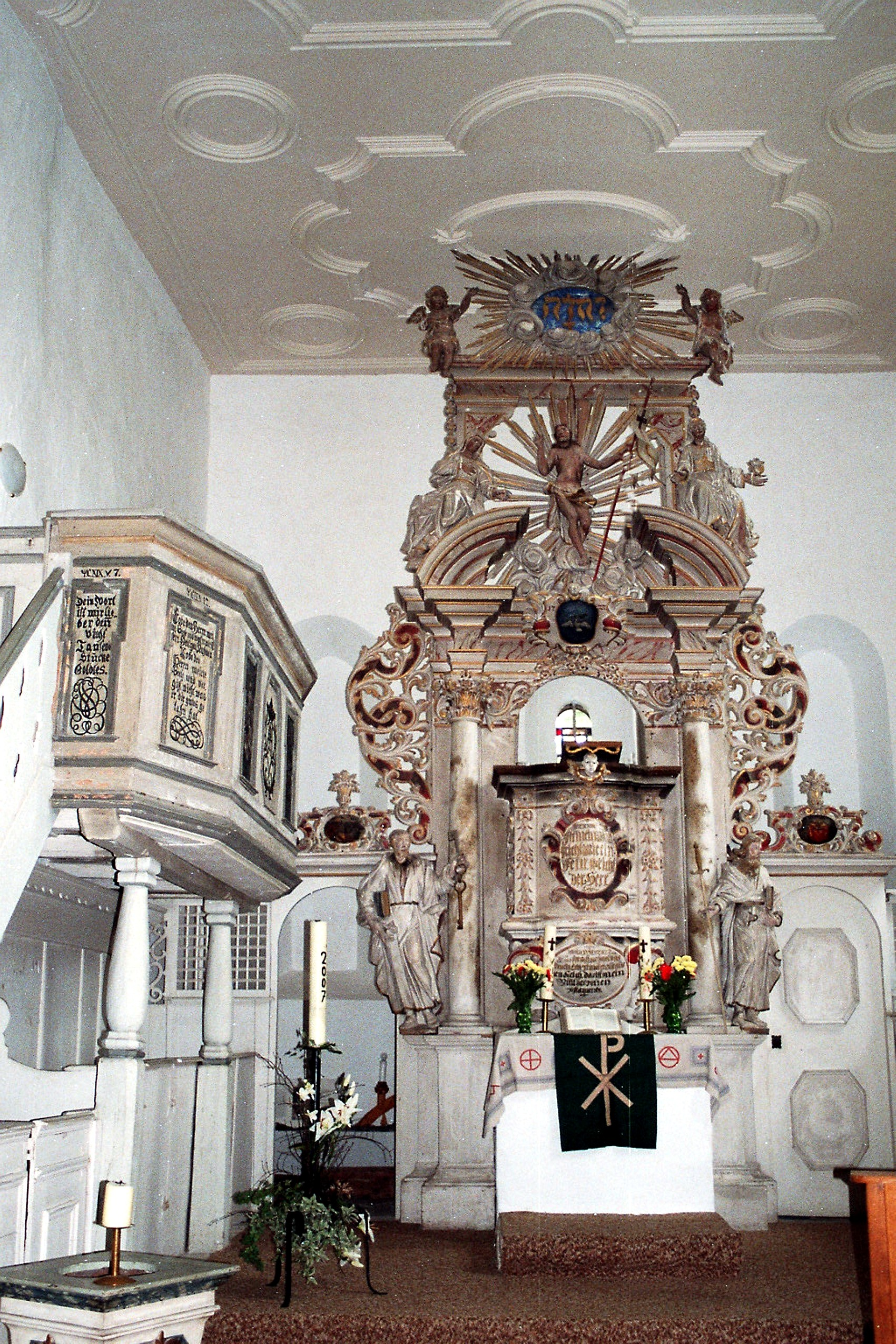
Kanzelaltar

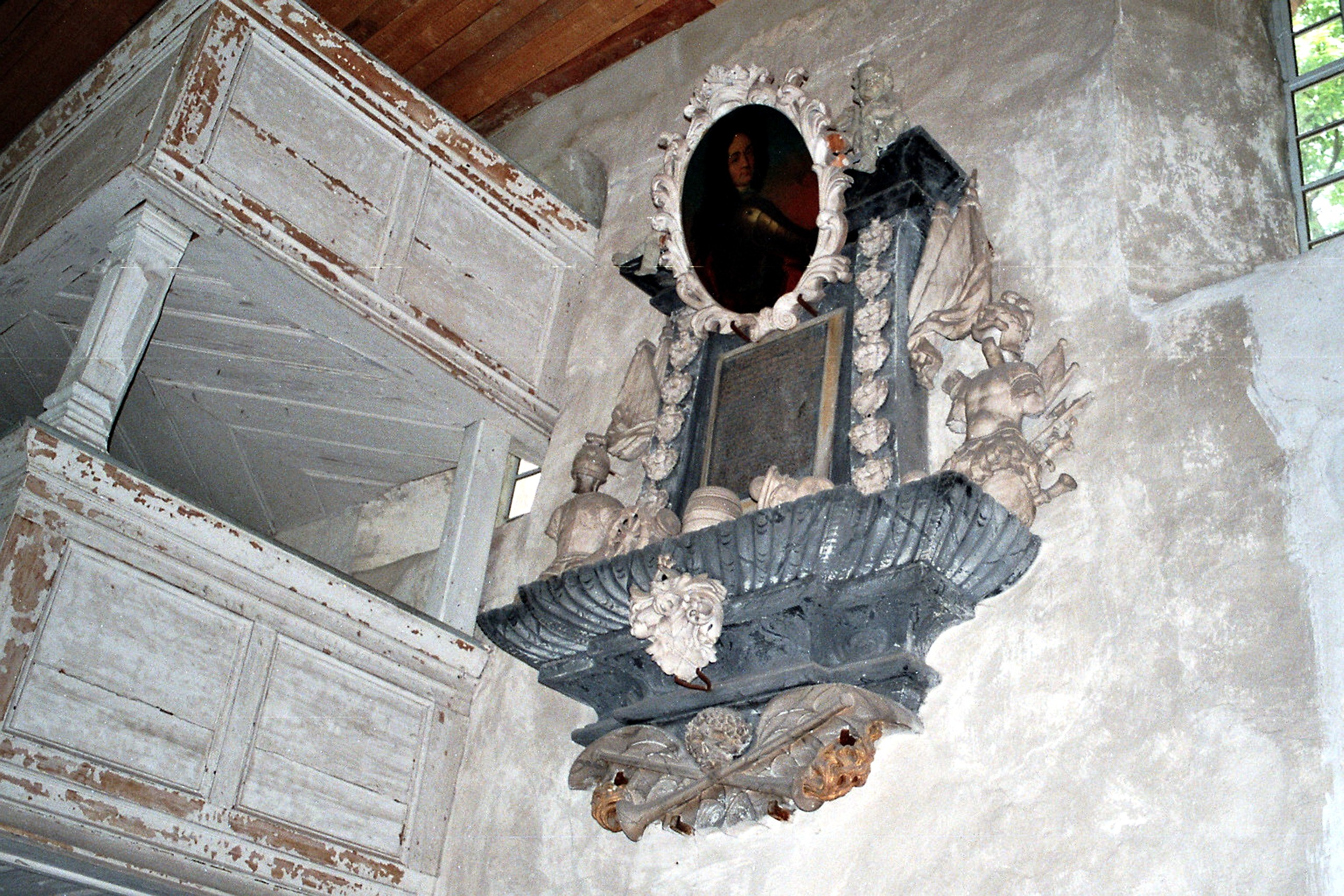
Epitaph

Die evangelische Kirche St. Bartholomäus ist eine große spätromanische Saalkirche im Ortsteil Erdeborn der Gemeinde Seegebiet Mansfelder Land im Landkreis Mansfeld-Südharz in Sachsen-Anhalt. Sie gehört zum Pfarrbereich Eisleben II im Kirchenkreis Eisleben-Sömmerda der Evangelischen Kirche in Mitteldeutschland (EKMD).

## Geschichte und Architektur
Die Kirche ist ein großes spätromanisches, auf einer Anhöhe nordwestlich des Dorfes erbautes Bruchsteinbauwerk aus rechteckigem Schiff, einem etwas über die Flucht hinaustretenden Westquerturm mit abgewalmtem Satteldach und einem leicht eingezogenen, gerade geschlossenen Chor. Eine umfassende barocke Erneuerung wurde im Jahr 1722 vorgenommen, eine Restaurierung 1998. Die Nordseite des Schiffes ist mit hochliegenden rundbogigen Fenstern, die Südseite mit segmentbogigen Öffnungen versehen, ähnlich wie auch am Chor, an dem deutlich die Baunaht der Verlängerung nach Osten ablesbar ist.
Der langgestreckte Innenraum ist mit einer stuckierten Flachdecke geschlossen, Schiff und Chor sind durch einen leicht spitzbogigen Triumphbogen getrennt. Der Chor war ursprünglich gewölbt, die Gewölbeanfänger sind unmittelbar östlich neben dem Triumphbogen erhalten. Im Schiff sind zweigeschossige Emporen auf der Nord- und Südseite eingezogen, im Westen eine Orgelempore. In der Ostwand ist ein Sakramentshaus eingelassen.

## Ausstattung
Das Hauptstück der Ausstattung ist ein aufwändig gestalteter Kanzelaltar mit seitlichen wappenbekrönten Durchgängen, der auf das Jahr 1723 datiert ist. Der polygonale Kanzelkorb wird von Säulen gerahmt, flankiert von den Aposteln Petrus und Paulus und von Akanthuswangen. Im gesprengten Giebel ist der triumphierende Christus dargestellt, bekrönt von einer Strahlenglorie mit dem hebräischen Namen Gottes JHWH.
Auf der Chornordseite und südöstlich im Schiff sind barocke Patronatslogen eingebaut, letztere mit dem Wappen der Familie von der Streithorst. Ein spätgotisches Triumphkreuz ist im Turmuntergeschoss erhalten. An der Chorsüdseite findet sich ein Schildepitaph für Leopold Friedrich von der Streithorst († 1684), das Streithorstsche Wappen in der Mitte ist von einer Ahnenprobe gerahmt. An der Schiffsnordwand befindet sich das Epitaph Christian Wilhelm von der Streithorst († 1719) mit Porträtmedaillon, kriegerischen Emblemen und einer Ahnenprobe.
Die heutige Orgel ist ein Werk aus dem Jahr 1848.